# Seznam nizozemskih teologov
Seznam nizozemskih teologov.

## A
- Eelco Alta
- Sixtinus Amama
- Jacobus Arminius

## B
- Gerrit Cornelis Berkouwer
- Adriaan Florenszoon Boeyens
- Adam Boreel
- Nicolette Bruining

## C
- George Cassander
- Johannes Cocceius
- Dirck Coornhert

## E
- Gustaaf Adolf van den Bergh van Eysinga

## F
- Theodorus Jacobus Frelinghuysen

## G
- Petrus Augustus de Génestet

## H
- Catharina Halkes
- Festus Hommius
- Willem Visser 't Hooft

## I
- G. P. van Itterzon

## J
- Cornelius Jansen

## K
- Jan Jakob Lodewijk ten Kate
- Hermann Friedrich Kohlbrugge
- Hendrik Kraemer
- Abraham Kuenen

## L
- Abraham Dirk Loman

## M
- Willem Christiaan van Manen
- Willem Muurling

## N
- Bernard Nieuwentyt

## O
- Cornelis Willem Opzoomer

## P
- Johannes van der Palm
- Louis Gerlach Pareau
- Dirk Philips
- Johannes Polyander

## R
- Erazem Rotterdamski
- Jan van Ruusbroec

## S
- Klaas Schilder
- Edward Schillebeeckx (1914-2009) (belgij.-niz.)
- Herman Johan Selderhuis

## T
- Cornelis Tiele

## V
- Gijsbert Voet
- Jurn de Vries

## W
- Christopher Wittich

## Z
- Anne Zernike